# Holden Karnofsky
Holden Karnofsky es un dirigente sin ánimo de lucro estadounidense. Es cofundador y codirector ejecutivo de la organización de investigación y concesión de subvenciones Open Philanthropy. Karnofsky cofundó el evaluador de organizaciones sin ánimo de lucro GiveWell con Elie Hassenfeld en 2007 y es vicepresidente de su consejo de administración.

## GiveWell
En Bridgewater, Karnofsky conoció a su futuro cofundador de GiveWell, Elie Hassenfeld. En 2006, Karnofsky y Hassenfeld crearon un club solidario en el que ellos y otros empleados de Bridgewater reunían dinero e investigaban las mejores organizaciones benéficas a las que donar dinero. A mediados de 2007, con donaciones de sus compañeros, Karnofsky y Hassenfeld formaron un fondo llamado "The Clear Fund", y dejaron sus empleos para trabajar a tiempo completo en GiveWell, cuyo objetivo era asignar el dinero del Clear Fund a las mejores ONG.

## Open Philanthropy
Karnofsky es codirector ejecutivo de Open Philanthropy, una fundación de investigación y concesión de subvenciones cuyos principales financiadores son Cari Tuna y Dustin Moskovitz. Hasta agosto de 2019, Open Philanthropy ha concedido alrededor de 650 becas a más de 370 organizaciones distintas, desembolsando un total de 857 millones de dólares.